# Schloss Feistritz (Mürz)

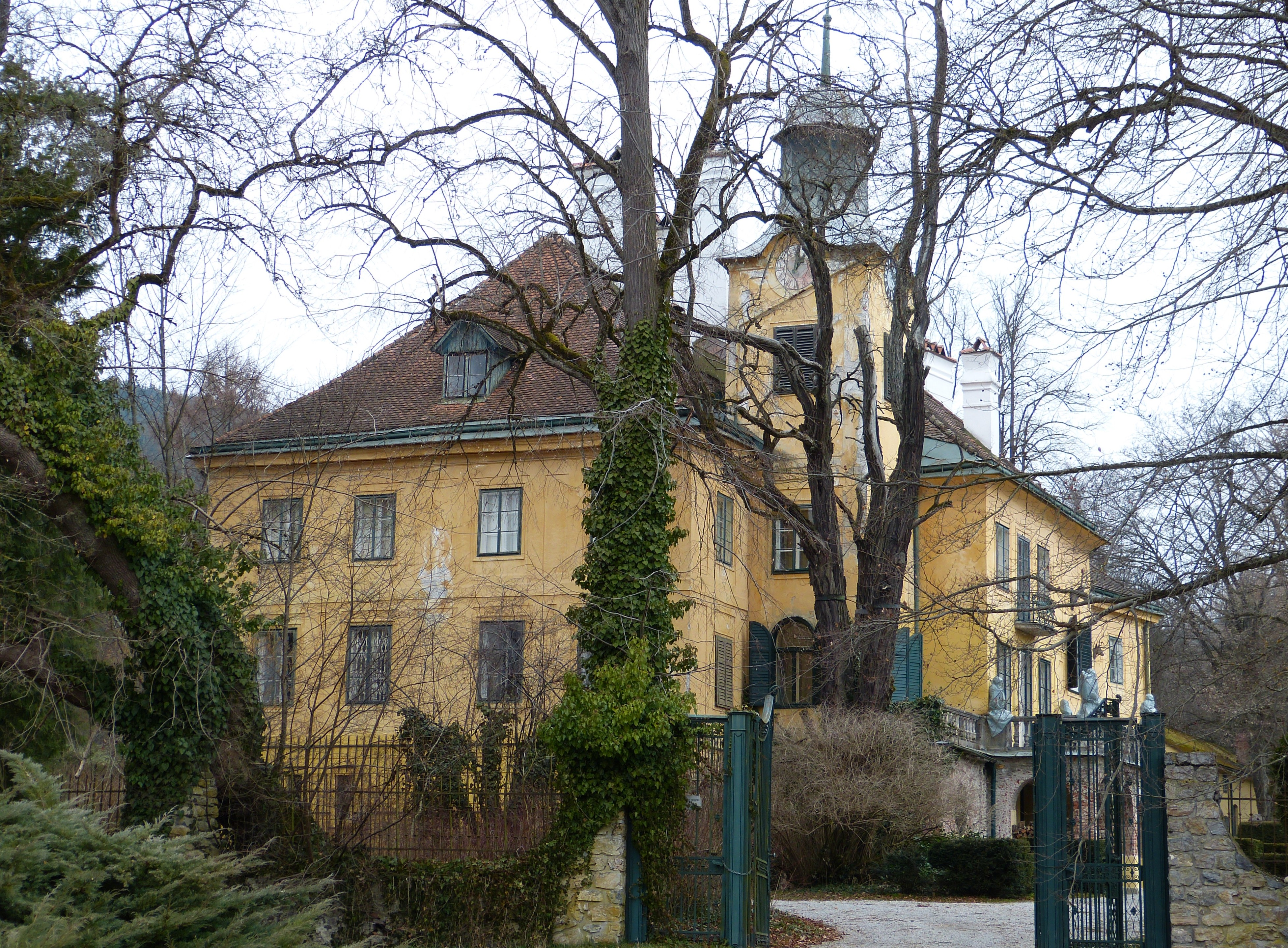
Schloss Feistritz

Das Schloss Feistritz befindet sich in Langenwang in der Steiermark.
Erster bekannter Inhaber des Schlosses war Jakob de Fustritz ca. 1460. Ab 1630 sind alle Eigentümer bekannt (Chronik vorhanden). Darunter war auch der Industrielle Wenzel Ludwig Knaur, der zweite Schwiegervater von Peter Rosegger. Der derzeitige Besitzer ist seit 1987 Christian Renaud.
Beim Schloss befindet sich ein öffentlich zugänglicher 9-Loch-Golfplatz (bis 1987 privat). Das Schloss und der Park waren anlässlich der Woche der alten Musik (erste September-Woche seit 1989) ebenfalls für die Öffentlichkeit geöffnet.